# Trilirata macmurdensis
Trilirata macmurdensis là một loài ốc biển săn mồi, là động vật thân mềm chân bụng sống ở biển trong họ Zerotulidae.

## Miêu tả
Độ dài vỏ lớn nhất ghi nhận được là 2.5 mm.

## Môi trường sống
Độ sâu nhỏ nhất ghi nhận được là 270 m. Độ sâu lớn nhất ghi nhận được là 280 m.